# Złoty Groń
Złoty Groń (710 m n.p.m.) – wzniesienie na terenie Istebnej w województwie śląskim, w powiecie cieszyńskim. Stanowi kulminację krótkiego grzbietu, odchodzącego na tzw. Beskidzie od głównego wododziału karpackiego w kierunku północnym, nad dolinę Olzy. W regionalizacji fizycznogeograficznej Polski według Jerzego Kondrackiego znajduje się w Beskidzie Śląskim, w nowej regionalizacji na Międzygórzu Jabłonkowsko-Koniakowskim.
Stoki północne opadają do strugi Olza, południowe opadają do doliny potoku Glinany (jej dopływ), zachodnie w widły tych cieków. Ta niewysoka góra, niegdyś porośnięta lasem, jak całe Beskidy, została prawie zupełnie ogołocona z lasów przez pierwszych osadników Istebnej, którzy osiedlili się na jej południowych stokach. Dziś pokryta polami i pastwiskami, niewielkie fragmenty lasów i zagajniki jedynie na północnych stokach. Na północnych stokach 3 wyciągi narciarskie, wyprowadzające z doliny Olzy na sam grzbiet góry.
Na szczyt Złotego Gronia można dostać się za pomocą 6-osobowego wyciągu krzesełkowego wybudowanego w 2012 roku. W sezonie zimowym działa tu Ośrodek Narciarski Złoty Groń w Istebnej.

## Przypisy

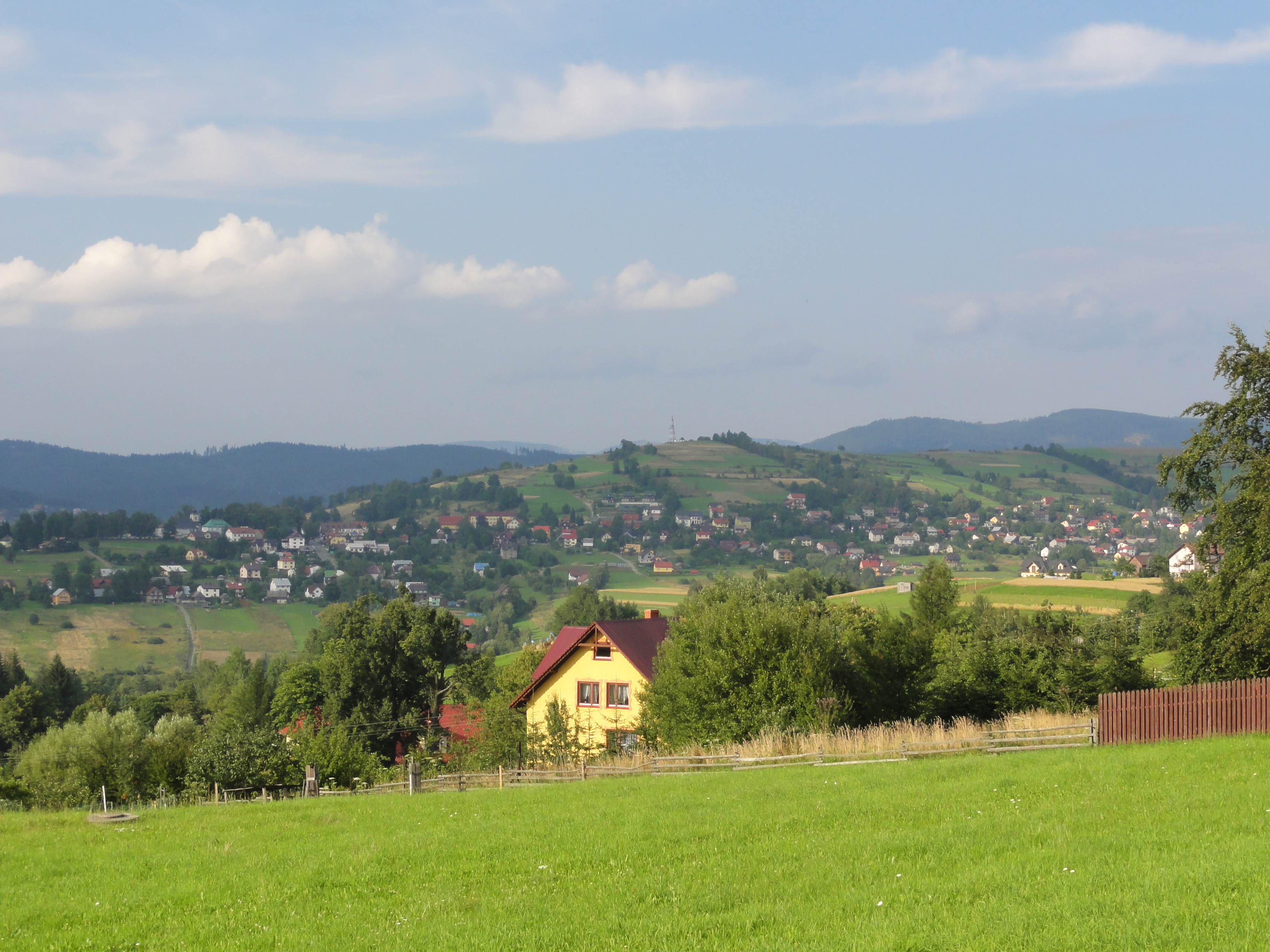